# Maschio (architettura)

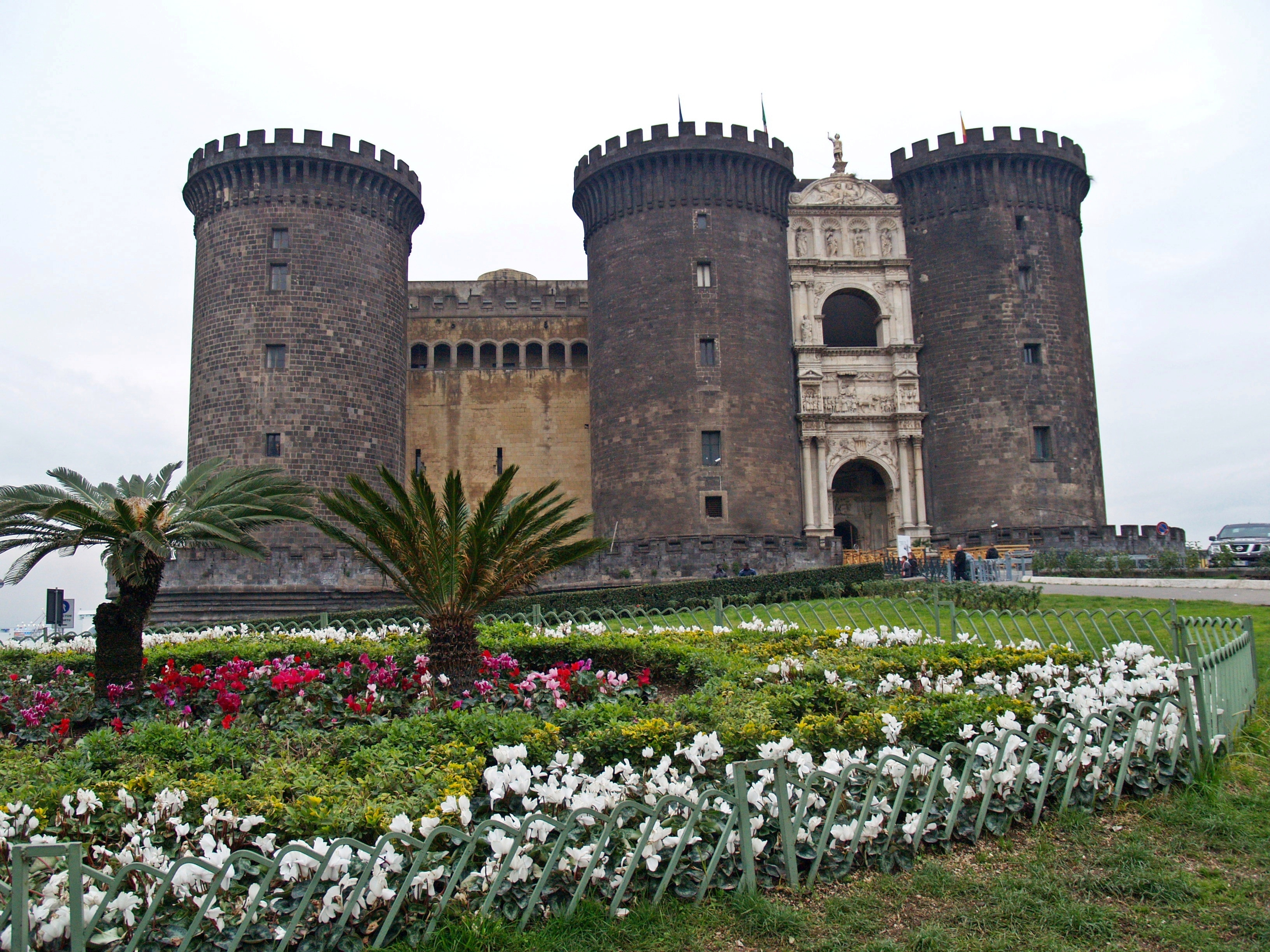
Il Maschio Angioino, Napoli

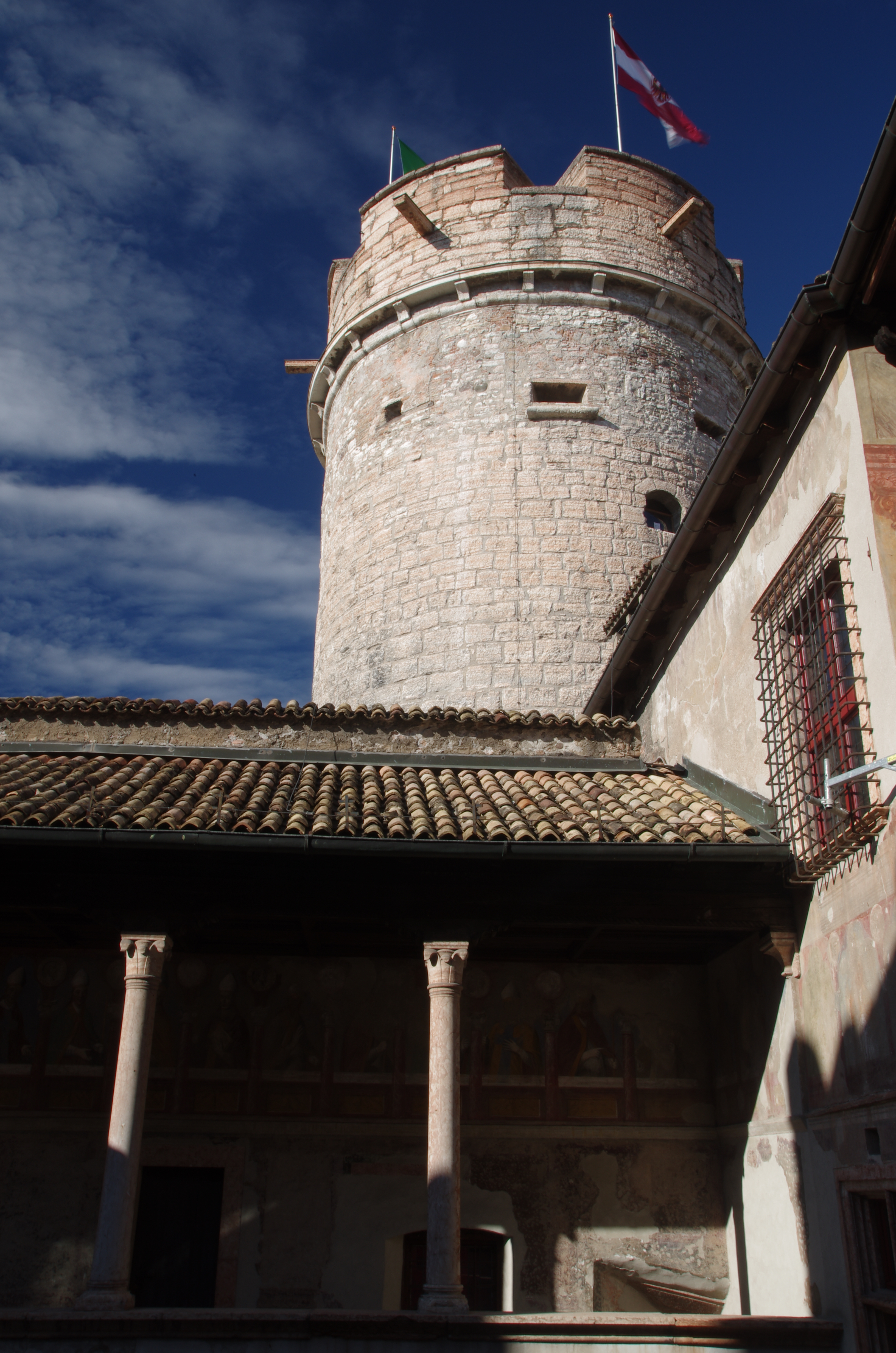
Mastio del Castello del Buonconsiglio a Trento

Il maschio, o mastio, è una torre, comune nei castelli medievali, caratterizzata da un'altezza superiore alle altre. In essa si trovava il centro nevralgico della struttura ed era usato come ultima difesa in caso di attacco: l'accesso a tale torre non era infatti diretto, ma richiedeva l'attraversamento di alcune aree dell'edificio esposte al fuoco proveniente dalle feritoie del maschio stesso. Poteva anche essere stabilmente abitato e, se era anche progettato come residenza stabile, si definiva dongione. Simile al mastio è anche il cassero, il quale però nasceva esclusivamente per fini difensivi e non consentiva l'abitazione.
Il termine in italiano ha assunto anche il significato generico di castello, fortificazione.